# Rio Maracanã
Rio Maracanã é um rio da cidade brasileira do Rio de Janeiro, que fica localizado entre os bairros da Tijuca, Alto da Boa Vista e Santo Cristo.

## História
O nome advém do tupi guarani, maraka’nã, que significa papagaio. Recebeu esse nome na época da chegada dos portugueses, pois seus arredores foram habitados por várias espécies dessas aves.

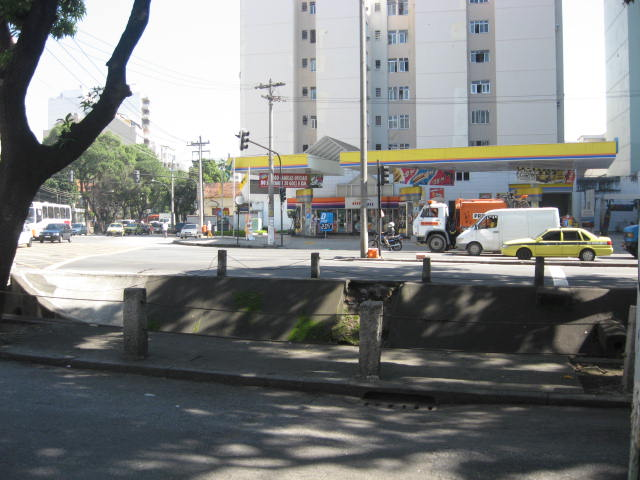
Vista do canal do Rio Maracanã.

Sua nascente fica nas encostas do Maciço da Tijuca e do Morro do Sumaré e a foz é no Canal do Mangue antes de alcançar a baía de Guanabara. A sua extensão é de 8.510 metros. Suas águas abasteciam toda a freguesia do Engenho Velho. Foi canalizado em 1851.
Hoje, com a quase totalidade do rio muito poluída, os papagaios, "maraka'nã", não mais são vistos, e sim garças, que vêm do zoológico para se alimentar no rio. As águas são limpas até o bairro da Usina. No decorrer do curso as comunidades vizinhas (favelas), despejam seu lixo doméstico no rio.
Muitas enchentes são causadas pela impermeabilidade do solo, junto com a redução do espaço para o fluxo de água (diminuição na vazão do rio), que aumentam o volume dos rios e acabam transbordando.
O rio Maracanã tem seu traçado contido por calha, para reduzir as enchentes em dias chuvosos. Devido a sinuosidade do rio, em muitos de seus trechos há obras de correção para melhorar a sua vazão.
Não existe mata ciliar próxima, sendo essa uma das maiores causas para as suas enchentes.